# Urola-Costa
Urola Costa (en euskera i oficialment: Urola Kosta) és una comarca del territori històric de Guipúscoa, en el País Basc. La seu de la Mancomunitat i totes les seves institucions es troben a Zarautz. Urola Costa està formada per dues subcomarques: 
- La Costa (en euskera Kosta o Kostaldea), que és el tram central de la costa guipuscoana, situat entre les desembocadures dels rius Oria i Urola. Inclou els municipis d'Orio, Aia, Zarautz (capital de la comarca), Getaria i Zumaia.
- L'Urola, que és la conca mitjana i baixa del riu Urola. Inclou els municipis d'Azkoitia, Azpeitia, Beizama, Errezil, Zestoa i Aizarnazabal.

| #  | Municipi     | Alcalde                         | Partit Polític                | Població | % Població | Territori km² |
| -- | ------------ | ------------------------------- | ----------------------------- | -------- | ---------- | ------------- |
| 1  | Aizarnazabal | Aizpea Manterola Salaberría     | ANB                           | 614      | 0,9        | 6,55          |
| 2  | Azkoitia     | Asier Aranbarri Urzelai         | PNB                           | 10.641   | 15,0       | 55,4          |
| 3  | Azpeitia     | Iñaki Errazkin Vitoria          | ANB                           | 13.930   | 20,3       | 69,39         |
| 4  | Aia          | Igor Iturain Ibarguren          | PNB                           | 1.773    | 2,6        | 55,27         |
| 5  | Beizama      | Ramón Guerricagoitia Bengoechea | Aurrena Beizama (Indep.)      | 170      | 0,3        | 16,55         |
| 6  | Zestoa       | Alazne Olaizola Alberdi         | ANB                           | 3.311    | 4,7        | 43,69         |
| 7  | Getaria      | Andoni Aristi Ibarra            | PNB                           | 2.525    | 3,7        | 10,6          |
| 8  | Orio         | Jon Redondo Lertxundi           | PNB                           | 4.695    | 6,8        | 9,81          |
| 9  | Errezil      | Iñaki Oiarzabal Zinkunegi       | Errezildarren Aukera (Indep.) | 611      | 0,9        | 32,46         |
| 10 | Zarautz      | Jon Urien Krespo                | Eusko Alkartasuna             | 22.323   | 32,2       | 14,80         |
| 11 | Zumaia       | Iñaki Agirrezabalaga Alkorta    | Eusko Alkartasuna             | 8.837    | 12,8       | 11,28         |
|    | Urola Costa  |                                 |                               | 69.430   | 100        | 325,8         |